# Oeonia madagascariensis
Oeonia madagascariensis, biljna vrsta iz porodice Orchidaceae. Raste na sjevernom Madagaskara i Maskarenima. Prvi ju je opisao Friedrich Richard Rudolf Schlechter 1925, pod imenom Perrieriella madagascariensis, a nakon toga Jean Bosser, 1984. kao O. madagascariensis